# Kounov (district de Rychnov nad Kněžnou)
Pour l’article homonyme, voir Kounov.
Kounov (en allemand : Kaunow) est une commune du district de Rychnov nad Kněžnou, dans la région de Hradec Králové, en République tchèque. Sa population s'élevait à 236 habitants en 2022.

## Géographie
Kounov se trouve à 10 km au sud-est de Nové Město nad Metují, à 15 km au nord de Rychnov nad Kněžnou, à 33 km à l'est-nord-est de Hradec Králové et à 133 km à l'est-nord-est de Prague.
La commune est limitée par Dobřany au nord, par Deštné v Orlických horách à l'est, par Dobré au sud et par Bačetín à l'ouest.

## Histoire
La première mention écrite de la localité date de 1490.

## Administration
La commune se compose de cinq sections :
- Kounov
- Hluky
- Nedvězí
- Rozkoš
- Šediviny

## Galerie

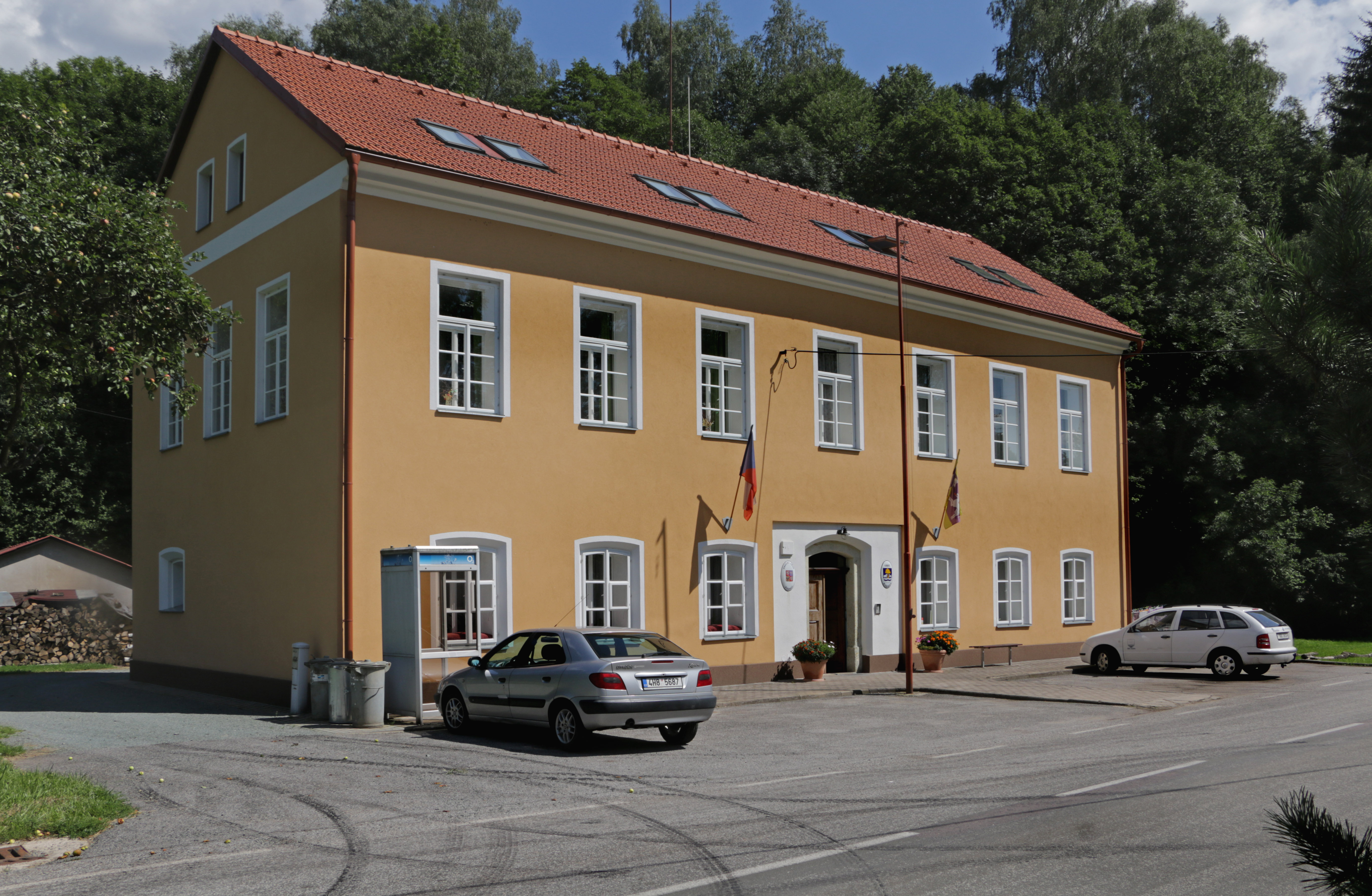
Mairie de Rozkoš.
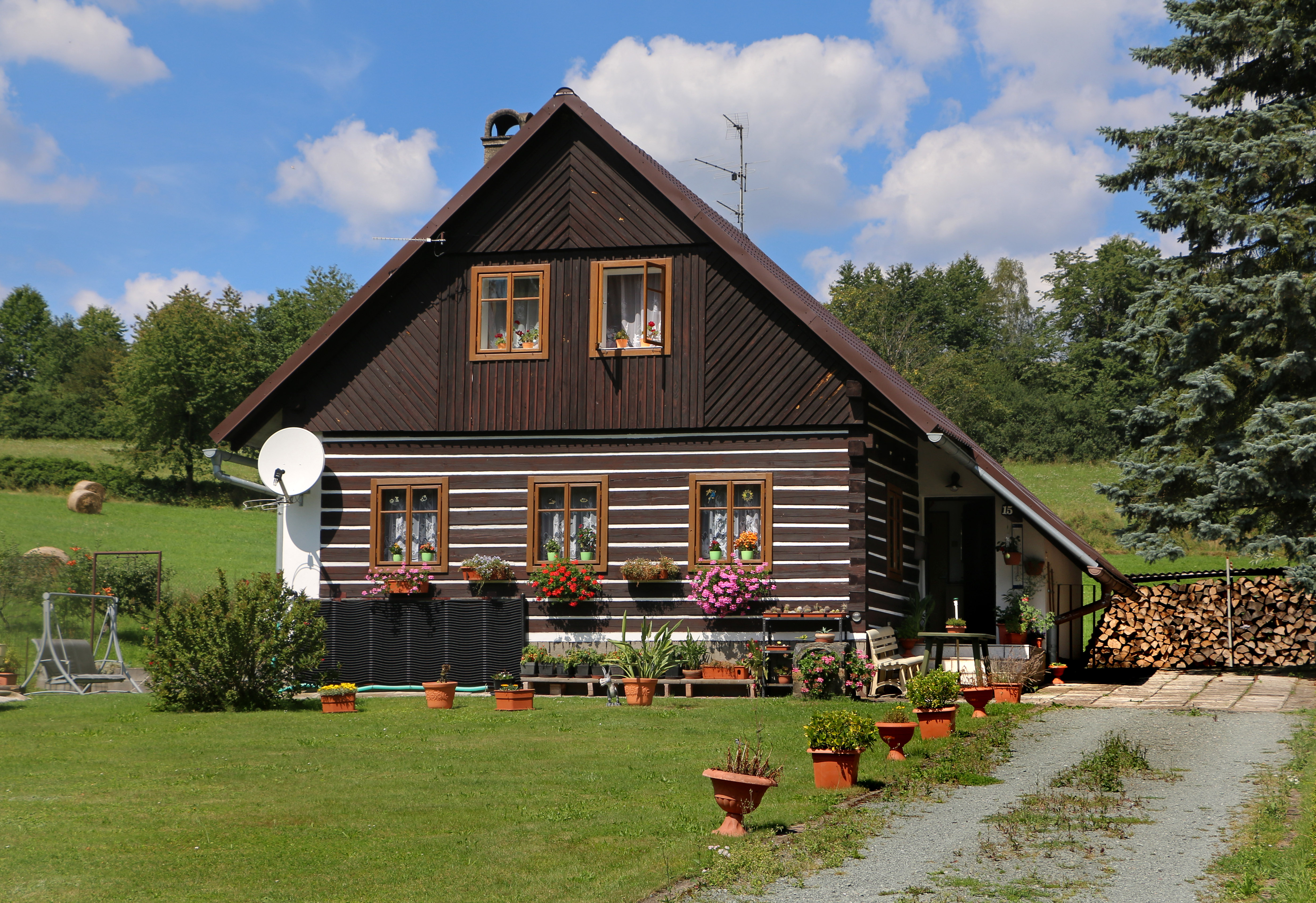
Maison à Rozkoš.

## Transports
Par la route, Kounov se trouve à 8 km de Dobruška, à 21 km de Rychnov nad Kněžnou, à 39 km de Hradec Králové et à 157 km de Prague.